# Schoinás
Schoinás är en ort i Grekland.   Den ligger i prefekturen Nomós Imathías och regionen Mellersta Makedonien, i den norra delen av landet, 300 km norr om huvudstaden Aten. Schoinás ligger 6 meter över havet och antalet invånare är 419.
Terrängen runt Schoinás är mycket platt. Runt Schoinás är det ganska tätbefolkat, med 72 invånare per kvadratkilometer. Närmaste större samhälle är Alexándreia, 2,6 km söder om Schoinás. Trakten runt Schoinás består till största delen av jordbruksmark.